# Name Band 1959
Name Band 1959 – album orkiestry prowadzonej przez pianistę i aranżera Boba Florence'a.
Jest to debiut płytowy Florence'a. Nagrania zrealizowano w Hollywood w 1958. 12" Monofoniczny LP wydany został w 1959 przez
firmę Carlton Records (LP 12/115). Nota o płycie autorstwa Jacka Lazare'a. Wznowienia na CD, wydane przez hiszpańską Fresh Sound, ukazały się w 2001, 2008.

## Muzycy
- Bob Florence – fortepian, lider
- Johnny Audino – trąbka
- Tony Terran – trąbka
- Irv Bush – trąbka
- Juiles Chaikin – trąbka
- Bob Enevoldsen – puzon
- Bob Edmundson – puzon
- Herbie Harper – puzon
- Bobby Pring – puzon
- Don Nelligan – puzon
- Herb Geller – saksofon altowy
- Bernie Fleischer – saksofon altowy
- Bob Hardaway – saksofon tenorowy, klarnet
- Don Shelton – saksofon altowy, sopranowy, tenorowy, klarnet, śpiew
- Dennis Budimir – gitara
- Mel Pollan – kontrabas
- Jack Davenport – perkusja

Big band Florence'a był dość liczny (ok. 20 osób), źródła zwykle nie podają pełnego składu zespołu.

## Lista utworów
Strona A
| 1. | "I'll Remember April" (Don Raye, Gene DePaul, Patricia Johnston)        | 2:56  |
|    |                                                                         |       |
| 2. | "Pastel Blue (Why Begin Again)" (Charlie Shavers, Artie Shaw, Don Raye) | 3:12  |
|    |                                                                         |       |
| 3. | "Little Girl" (Francis Henry, Madeline Hyde)                            | 2:49  |
|    |                                                                         |       |
| 4. | "Baby Come Home" 1(Al Lerner, Sid Robin)                                | 3:10  |
|    |                                                                         |       |
| 5. | "I Wanna Hear Swing Songs" (Billy Moore, Sy Oliver)                     | 3:06  |
|    |                                                                         |       |
| 6. | "Easy Does It" (Sy Oliver, Trummy Young)                                | 2:54  |
|    | 1 (na naklejce płyty "Baby Come Here")                                  |       |
|    |                                                                         | 18:07 |
|    |                                                                         |       |
Strona B
| 7.  | "Everything I've Got Belongs to You" (Rodgers, Hart)           | 3:14  |
|     |                                                                |       |
| 8.  | "Give a Listen" (Bob Florence)                                 | 3:06  |
|     |                                                                |       |
| 9.  | "Under Pairs Skies" (Hubert Giraud, Kim Gannon)                | 2:45  |
|     |                                                                |       |
| 10. | "Undecided" (Charlie Shavers, Sid Robin)                       | 3:04  |
|     |                                                                |       |
| 11. | "End of a Love Affair" (Edward Redding)                        | 4:09  |
|     |                                                                |       |
| 12. | "Southern Fried" (Harlan Leonard, Freddy Culliver, James Ross) | 2:41  |
|     |                                                                |       |
|     |                                                                | 18:59 |
|     |                                                                |       |

## Lista utworów na CD
| 1.  | "Little Girl" (alternative take)                        |  |
|     |                                                         |  |
| 2.  | "Little Girl" (alternative take)                        |  |
|     |                                                         |  |
| 3.  | "Little Girl" (master take)                             |  |
|     |                                                         |  |
| 4.  | "Baby Come Here" (alternative take)                     |  |
|     |                                                         |  |
| 5.  | "Baby Come Here" (master take)                          |  |
|     |                                                         |  |
| 6.  | "I Wanna Hear Swing Songs" (alternative take)           |  |
|     |                                                         |  |
| 7.  | "I Wanna Hear Swing Songs" (master take)                |  |
|     |                                                         |  |
| 8.  | "Give a Listen" (alternative take)                      |  |
|     |                                                         |  |
| 9.  | "Give a Listen" (master take)                           |  |
|     |                                                         |  |
| 10. | "Undecided" (alternative take)                          |  |
|     |                                                         |  |
| 11. | "Undecided" (master take)                               |  |
|     |                                                         |  |
| 12. | "Easy Does It" (alternative take)                       |  |
|     |                                                         |  |
| 13. | "Easy Does It" (master take)                            |  |
|     |                                                         |  |
| 14. | "End of a Love Affair" (alternative take)               |  |
|     |                                                         |  |
| 15. | "End of a Love Affair" (master take)                    |  |
|     |                                                         |  |
| 16. | "Everything I've Got Belongs to You" (alternative take) |  |
|     |                                                         |  |
| 17. | "Everything I've Got Belongs" (master take)             |  |
|     |                                                         |  |
| 18. | "Southern Fried" (alternative take)                     |  |
|     |                                                         |  |
| 19. | "Southern Fried" (master take)                          |  |
|     |                                                         |  |
| 20. | "Under Paris Skies" (alternative take)                  |  |
|     |                                                         |  |
| 21. | "Under Paris Skies" (master take)                       |  |
|     |                                                         |  |
| 22. | "Pastel Blue" (master take)                             |  |
|     |                                                         |  |
| 23. | "I'll Remember April" (master take)                     |  |
|     |                                                         |  |